# Autostrada A16 (Portugalia)
Autostrada A16 (port. Autoestrada A16, Circular Exterior da Área Metropolitana de Lisboa) – autostrada w środkowej Portugalii.
Autostrada stanowi zewnętrzną obwodnicę regionu metropolitalnego Lizbony, również jako alternatywa dla autostrady . Rozpoczyna się węzłem z  w Belas, biegnie dalej na zachód do Sintry, gdzie skręca na południe do Cascais i tam kończy się węzłem z .
Ruch na trasie kształtuje się średnie od około 10 do 50 tys. pojazdów na dobę w zależności od odcinka.

## Historia budowy
| Odcinek                   | Stan (2014)                                                    | Długość |
| ------------------------- | -------------------------------------------------------------- | ------- |
| Alcabideche () – Ranholas | w użyciu (09/2009) (Koncesja: Grande Lisboa)                   | 8,4 km  |
| Ranholas – Lourel         | w użyciu (1995, rozbudowany 09/2009) (Koncesja: Grande Lisboa) | 3,6 km  |
| Lourel – Belas ()         | w użyciu (09/2009) (Koncesja: Grande Lisboa)                   | 11,1 km |
| Belas () – Pontinha ()    | w użyciu (1998) (Koncesja: Grande Lisboa)                      | 4,2 km  |
| Pontinha () – Lizbona     | w użyciu (11/2014) (Koncesja: Grande Lisboa)                   | 1,0 km  |